# Тьягу Ілорі
Тья́гу Абіо́ла Делфі́м Алме́йда І́лорі (порт. Tiago Abiola Delfim Almeida Ilori; нар. 26 лютого 1993, Лондон, Англія) — португальський футболіст, захисник англійського «Редінга».

## Кар'єра

### «Спортінг»
Тіагу народився в Лондоні в родині англійця нігерійського походження і португалки. 2006 року Ілорі приєднався до юнацької команді лісабонського «Спортінга», перейшовши з клубу «Імортал», де він починав свою юнацьку кар'єру. На сезон 2007/08 Тіагу був відданий в оренду молодіжній команді «Ештуріл-Прая».
6 листопада 2011 Ілорі дебютував в основному складі «Спортінга», відігравши весь матч проти «Уніан Лейрії». 14 грудня він зіграв свою першу гру в Лізі Європи в матчі з «Лаціо». У своїй четвертій грі за перший склад «Спортинга» 16 лютого 2013 проти «Жил Вісенте» Ілорі забив свій перший гол, відзначившись вже на 6 хвилині матчу.
У травні 2013 року в ЗМІ з'явилася інформація, що «Ліверпуль» має намір придбати Ілорі. Через місяць було оголошено, що «Спортінг» відкинув пропозицію англійського клубу про трансфер, але «червоні» досі зацікавлені в придбанні молодого центрального захисника.

### «Ліверпуль»
2 вересня 2013 Ілорі став футболістом «Ліверпуля», трансферна вартість склала 7 мільйонів фунтів стерлінгів.

## Титули і досягнення
- Володар Кубок Португалії (1):

Спортінг (Лісабон): 2018-19
- Володар Суперкубка Грузії (1):

Діла: 2025